# Тиалф
Тиалф (нидерл. Thialf) — ледовая арена в Херенвене, Нидерланды. На катке проводятся соревнования по конькобежному спорту, шорт-треку, хоккею и фигурному катанию, а также проводятся массовые катания на коньках. Открыт в 1967 году, в 1986 году была построена крыша, после чего каток стал вторым после берлинского (1985) крытым катком для конькобежного спорта в Европе. На катке неоднократно проводились чемпионаты мира и Европы по конькобежному спорту, дважды в год проводится этап кубка мира. Свыше 20 мировых рекордов было установлено на льду Тиалфа.
Название арены происходит от  имени быстроногого слуги бога Тора Тиалфи.

## Рекорды катка

### Мужчины
| Мужчины          | Мужчины  | Мужчины                                                      | Мужчины    | Мужчины   |
| Дистанция        | Время    | Конькобежец                                                  | Дата       | Прошло    |
| ---------------- | -------- | ------------------------------------------------------------ | ---------- | --------- |
| 500 м            | 34,07    | Тацуя Синхама                                                | 08-03-2020 | 1819 дней |
| 1000 м           | 1:07,09  | Павел Кулижников                                             | 12-01-2020 | 1875 дней |
| 1500 м           | 1:43,00  | Кьелд Нёйс                                                   | 8-03-2020  | 1819 дней |
| 3000 м           | 3:37,39  | Свен Крамер                                                  | 20-12-2019 | 1898 дней |
| 5000 м           | 6:04,36  | Патрик Руст                                                  | 19-11-2022 | 830 дней  |
| 10 000 м         | 12:32,95 | Нильс ван дер Пул                                            | 14-02-2021 | 1469 дней |
| Командная гонка  | 3:37,97  | Нидерланды · Патрик Руст · Свен Крамер · Марсел Боскер       | 07-01-2022 | 1149 дней |
| Командный спринт | 1:18,92  | Россия · Виктор Муштаков · Павел Кулижников · Руслан Мурашов | 10-01-2020 | 1877 дней |

### Женщины
| Женщины          | Женщины  | Женщины                                                       | Женщины    | Женщины   |
| Дистанция        | Время    | Конькобежец                                                   | Дата       | Прошло    |
| ---------------- | -------- | ------------------------------------------------------------- | ---------- | --------- |
| 500 м            | 37,02    | Ангелина Голикова                                             | 8-03-2020  | 1819 дней |
| 1000 м           | 1:12,80  | Ютта Лердам                                                   | 28-12-2022 | 794 дней  |
| 1500 м           | 1:52,95  | Антуанетта де Йонг                                            | 28-12-2022 | 794 дней  |
| 3000 м           | 3:54,04  | Ирен Схаутен                                                  | 20-11-2022 | 832 дней  |
| 5000 м           | 6:41,25  | Ирен Схаутен                                                  | 5-03-2023  | 727 дней  |
| 10 000 м         | 14:35,61 | Карин Клейбёкер                                               | 13-03-2018 | 2545 дней |
| Командная гонка  | 2:54,12  | Нидерланды · Ирен Вюст · Ирен Схаутен · Антуанетта де Йонг    | 09-01-2022 | 1147 дней |
| Командный спринт | 1:26,17  | Россия · Ольга Фаткулина · Ангелина Голикова · Дарья Качанова | 10-01-2020 | 1877 дней |